# XSL
XSL(eXtensible Stylesheet Language)는 XML의 표현 방식을 지정할 때 사용하는 언어이다.
XSLT(XSL Transformation), XPath(XML Path Language), XSL-FO(XSL Formatting Object)의 3가지 파트로 구성되어 있다.